# Okręg wyborczy Parramatta
Okręg wyborczy Parramatta (ang. Division of Parramatta) – jednomandatowy okręg wyborczy do Izby Reprezentantów Australii, położony w zachodniej części Sydney i czerpiący nazwę od dzielnicy, a niegdyś samodzielnego miasta, Parramatty. Wybory odbywają się w okręgu nieprzerwanie od powstania zjednoczonej Australii w 1901 roku. 

## Lista posłów
| okres urzędowania | poseł             | przynależność |
| ----------------- | ----------------- | --- |
| 1901-1921         | Joseph Cook       | Partia Wolnego Handlu / Partia Antysocjalistyczna (1901-1909) Związkowa Partia Liberalna (1909-1917) Nacjonalistyczna Partia Australii (1917-1921) |
| 1921-1922         | Herbert Pratten   | Nacjonalistyczna Partia Australii |
| 1922–1929         | Eric Bowden       | Nacjonalistyczna Partia Australii |
| 1929-1931         | Albert Rowe       | Australijska Partia Pracy |
| 1931-1946         | Frederick Stewart | Partia Zjednoczonej Australii (1931-1945) Liberalna Partia Australii (1945-1946)                                                                   |
| 1946-1958         | Howard Beale      | Liberalna Partia Australii |
| 1958-1964         | Garfield Barwick  | Liberalna Partia Australii |
| 1964-1973         | Nigel Bowen       | Liberalna Partia Australii |
| 1973-1977         | Philip Ruddock    | Liberalna Partia Australii |
| 1977-1990         | John Brown        | Australijska Partia Pracy |
| 1990-1996         | Paul Elliott      | Australijska Partia Pracy |
| 1996-2004         | Ross Cameron      | Liberalna Partia Australii |
| od 2004           | Julie Owens       | Australijska Partia Pracy |

źródło: 

## Dawne granice

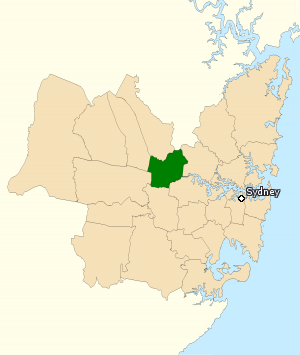
Okręg w granicach z 2010 roku